# Asim Malik
Muhammad Asim Malik, est un général pakistanais et l'actuel directeur général de l'Inter-Services Intelligence (ISI), poste qu'il occupe depuis le 30 septembre 2024. Il est le premier titulaire d’un doctorat à être nommé directeur général de l’ISI. Il est également le premier chef de l'ISI à être nommé 10e conseiller à la sécurité nationale auprès du premier ministre du pakistan depuis 2025.

## Biographie

### Jeunesse
Malik est né du lieutenant-général (R.) Ghulam Muhammad Malik (en) dans une famille punjabi Awan dont les racines ancestrales se trouvent à Shahpur, une ville située dans le district de Sargodha, dans la province du Pendjab.

### Carrière
Le 30 avril 2025, Asim Malik a été nommé dixième conseiller à la sécurité nationale (NSA) du Pakistan. Une notification publiée par la Division du Cabinet indiquait que Asim Malik conserverait son poste de directeur général du renseignement interservices (ISI), poste qu'il occupait depuis septembre 2024. Lors de crise indo-pakistanaise de 2025, le gouvernement Shehbaz a nommé le chef en exercice de l'ISI, Asim Malik, au poste de NSA, marquant la première fois qu'un directeur général en exercice de l'Inter-Services Intelligence occupera simultanément les deux postes. 